# Timbro
Timbro is een Zweedse denktank, gevestigd in Stockholm. Het instituut propageert de vrije markt en doet onderzoek ernaar. Sinds 2020 wordt het instituut geleid door Benjamin Dousa. 